# Cimafej Kalačoŭ
Cimafej Sjarheevič Kalačoŭ (in bielorusso Цімафей Калачоў?, in russo Тимофей Калачёв?, angl. Timofei Kalachev o Tsimafey Syarheevich Kalachow; Mahilëŭ, 1º maggio 1981) è un ex calciatore bielorusso, di ruolo centrocampista.

## Caratteristiche tecniche
Esterno destro, può giocare nello stesso ruolo sulla fascia opposta o come trequartista.

## Carriera

### Club
Lo Shakter Soligorsk lo preleva dal Dnepr Mogilev nel gennaio 2003 in cambio di 150000 €. Nel luglio seguente è acquistato dallo Shakhtar Donetsk per 600000 €.

### Nazionale
Esordisce il 18 febbraio 2004 contro Cipro (0-2). Sigla due doppiette contro il Kazakistan durante le qualificazioni al campionato mondiale di calcio 2010.

## Palmarès

### Club
- Coppa d'Ucraina: 1

Shakhtar Donetsk: 2003-2004

### Individuale
- Calciatore bielorusso dell'anno: 2

2013, 2016